# Acantilado Oeste
La acantilado Oeste (en inglés: Stench Point o West Bluff) es un punto notable y muy particular que conforma el extremo occidental de la isla Zavodovski del archipiélago Marqués de Traverse en las islas Sandwich del Sur. 
Se encuentra entre la punta Acre y el morro Nocivo de dicha isla. La Dirección de Sistemas de Información Geográfica de la provincia de Tierra del Fuego lo ubica en las coordenadas 56°16′06″S 27°42′15″O / -56.26833, -27.70417.
La isla nunca fue habitada ni ocupada, y es reclamada por el Reino Unido como parte del territorio británico de ultramar de las Islas Georgias del Sur y Sandwich del Sur y por la República Argentina, que la hace parte del departamento Islas del Atlántico Sur dentro de la provincia de Tierra del Fuego, Antártida e Islas del Atlántico Sur.

## Toponimia
Originalmente fue nombrado West Bluff por el personal de Investigaciones Discovery del buque británico RRS Discovery II en 1930, siendo luego traducido al castellano como «acantilado Oeste». En idioma inglés, su nombre fue cambiado en 1971 por el Comité de Topónimos Antárticos del Reino Unido para evitar duplicaciones y haciendo referencia a los gases volcánicos malolientes provenientes del área.